# Felipe Campos
Felipe Manuel Campos Mosqueira (Santiago, 8 de novembro de 1993) é um futebolista chileno que atua como zagueiro. Atualmente, joga pelo Colo-Colo.[carece de fontes?]

## Seleção Chilena

### Sub-20
O lateral foi convocado para disputar a Copa do Mundo Sub-20 de 2013, na Turquia, sendo titular em quatro dos cinco jogos. Após passar em segundo na fase de grupos e eliminar a Croácia nas oitavas, o Chile perdeu para Gana por 4 - 3 e deixou a competição.

### Principal
Campos foi relacionado pela primeira vez para a seleção principal em 2016. Na ocasião, ele foi suplente na partida contra a Venezuela, válida pelas Eliminatórias da Copa de de 2018. Em 2019, voltou a ser convocado, desta vez para os amistosos contra Argentina e Honduras, também como reserva.

## Títulos
Colo-Colo[carece de fontes?]
- Copa do Chile: 2016
- Campeonato Chileno: 2017
- Supercopa do Chile: 2017, 2018